# Gianna Michaels
Gianna Michaels, pseudoniem van Terah Wicker (Seattle, 6 juni 1983), is een voormalige Amerikaanse pornoactrice.

## Carrière
Michaels werd geboren in Seattle, Washington. Haar eerste baan vond ze in een fastfoodrestaurant, genaamd Dick's Drive-in. In 2001 verhuisde ze met haar toenmalige vriend naar Zuid-Californië. Daar ging ze werken als receptioniste. Omdat hiermee niet veel geld te verdienen was, kwam ze in de porno-industrie terecht.
Michaels was actief in meer dan 700 pornofilms. Aanvankelijk werkte ze onder de bijnamen Becky en Gianna Rossi. Ze speelde in films met onder andere Lisa Ann, Priya Anjali Rai, Nikki Benz en tal van andere pornosterren. Ze maakte haar reguliere filmdebuut in 2010, in de komische horrorfilm Piranha 3-D.

## Filmografie (beknopte selectie)
- 2004: Naughty Naturals 3
- 2005: Boob Bangers 2
- 2005: Secrets of the Velvet Ring
- 2006: G for Gianna
- 2006: Meet the Twins 3
- 2006: Service Animals 22
- 2006: Fashionistas Safado – The Challenge
- 2007: The Taunting
- 2007: Evil Anal 2
- 2007: Big Wet Tits 4
- 2007: Big Tits at School Vol. 1
- 2007: Suck It Dry 3
- 2007: Dirty Little Stories 2
- 2007: Belladonna: No Warning 3
- 2007: Furious Fuckers – Final Race
- 2007: Strap Attack 6
- 2008: Big Tits at School
- 2008: Oil Overload 1
- 2008: Flower's Squirt Shower 6
- 2008: Lesbian Confessions Vol. 2
- 2008: Freaks of Cock 4
- 2009: The Office – A XXX Parody
- 2009: Big Wet Asses 15
- 2009: Boob Bangers 6
- 2009: My Plaything Gianna Michaels
- 2009: Breast Worship 2
- 2010: Breast Worship 3
- 2010: Piranha 3D (reguliere film)
- 2010: My Plaything 2.0: Gianna
- 2011: Cougar Recruits 5
- 2011: Big Tit Crazy
- 2011: 2 Rods 1 Broad 2
- 2012: Wife Switch 17
- 2012: I'm Here for the Gangbang 2
- 2012: Dildo Bangers
- 2013: Size Matters Vol. 2
- 2013: Big Titted Fuck Whores Vol 4
- 2016: Big Booty Bad Bitches 2

## Prijzen en nominaties
| Jaar | Prijs                 | Resultaat   | Categorie                                                                                         |
| ---- | --------------------- | ----------- | ------------------------------------------------------------------------------------------------- |
| 2007 | CAVR Award            | Gewonnen    | Star of Year                                                                                      |
| 2007 | AVN Award             | Gewonnen    | Best Group Sex Scene, Video – a 12-person group scene in Fashionistas Safado: The Challenge       |
| 2007 | FICEB Ninfa Award     | Gewonnen    | Most Original Sex Sequence – a 12-person group scene in Fashionistas Safado                       |
| 2007 | XRCO Award            | Gewonnen    | Best On-Screen Chemistry – Fashionistas: Safado                                                   |
| 2008 | AVN Award             | Gewonnen    | Unsung Starlet of the Year                                                                        |
| 2008 | AVN Award             | Gewonnen    | Best Sex Scene in a Foreign-Shot Production – 10-person group scene in Furious Fuckers Final Race |
| 2008 | AVN Award             | Gewonnen    | Best All-Sex Release – G for Gianna                                                               |
| 2009 | AVN Award             | Genomineerd | Female Performer of the Year                                                                      |
| 2011 | Urban X Award         | Gewonnen    | Best Three-Way Sex Scene – Sophie Dee's 3 Ways                                                    |
| 2013 | Exxxotica Fanny Award | Gewonnen    | Most Valuable Vagina (Female Performer of the Year)                                               |